# Bátonyterenye
Bátonyterenye är en stad och kommun i distriktet Bátonyterenye i provinsen Nógrád i Ungern. Den ligger vid foten av Mátrabergen och genomflyts av floden Zagyva. Kommunen har 11 118 invånare (2024), på en yta av 78,92 km².